# Pedro Gamarro
Pedro Gamarro (* 8. Januar 1955 in Machiques, Venezuela; † 7. Mai 2019 in Maracaibo) war ein venezolanischer Boxer. Er gewann bei den Olympischen Spielen 1976 in Montreal die Silbermedaille im Weltergewicht.

## Werdegang
Pedro Gamarro begann mit dem Boxen in seiner Heimatstadt Machiques.
1973 wurde er erstmals venezolanischer Meister im Halbweltergewicht (bis 63,5 kg Körpergewicht). Hier begann die internationale Laufbahn des „bronzefarbenen“ Boxers.
1974 startete er bei den zentralamerikanischen und karibischen Meisterschaften in Caracas und siegte dort im Finale im Halbweltergewicht über Orlando Palacios aus Kuba. Eine sehr beachtenswerte Leistung, denn ein Sieg über einen kubanischen Boxer stellte und stellt immer eine besondere Leistung dar.
1975 erkämpfte er sich den 3. Platz beim Turnier um den Goldenen Gürtel in Belgrad im Weltergewicht (bis 67 kg Körpergewicht) hinter Victor Zilberman aus Rumänien und Farid aus dem Iran. Im selben Jahr gewann er in Guatemala-Stadt zum zweiten Male die zentralamerikanischen und karibischen Meisterschaften; im Finale siegte er gegen den Mexikaner M. Dorantes. Bei den Panamerikanischen Spielen in Mexiko-Stadt, ebenfalls 1975, erreichte er im Weltergewicht den 3. Platz hinter dem US-Amerikaner Clinton Jackson und Kenneth Bristol aus Guayana.
Der Höhepunkt seiner Laufbahn waren die Kämpfe bei den Olympischen Spielen in Montreal im Jahre 1976. In der Vorrunde besiegte er den starken Marijan Beneš aus Jugoslawien mit 5:0 Richterstimmen nach Punkten. Im Achtelfinale gelang ihm die große Sensation, denn er besiegte den Olympiasieger von 1972 Emilio Correa aus Kuba, der gegen ihn in der 3. Runde aus dem Kampf genommen werden musste. Im Viertelfinale schlug er Clinton Jackson, gegen den er im Vorjahr noch verloren hatte, mit 3:2 Richterstimmen nach Punkten, und im Halbfinale besiegte er den bundesdeutschen Starter Reinhard Skricek mit dem gleichen Ergebnis. Hatte Pedro Gamarro mit diesen zwei knappen 3:2 Punktsiegen Glück, so verließ ihn dieses Glück im Endkampf, denn er verlor hier gegen den Schweriner Jochen Bachfeld mit ebenfalls 3:2 Richterstimmen und musste sich mit der Silbermedaille begnügen. Diese Medaille war dennoch ein toller Erfolg für ihn, zumal es die einzige Medaille war, die venezolanische Sportler bei diesen Olympischen Spielen gewannen.
1977 gewann Pedro Gamarro ein großes Boxturnier (Batalla de Caraboco) in Caracas; im Endkampf besiegte er mit Luis Felipe Martínez wieder einen kubanischen Boxer nach Punkten. Gegen denselben Boxer verlor er einige Monate später bei den zentralamerikanischen und karibischen Spielen in Panama-Stadt im Halbfinale und kam bei diesen Meisterschaften auf den 3. Platz.
1978 ging Pedro Gamarro bei der Weltmeisterschaft in Belgrad an den Start. Er traf dort in seinem ersten Vorrundenkampf auf Miodrag Perunović aus Jugoslawien, der ihn mit 4:1 Richterstimmen nach Punkten besiegte und aus dem Rennen warf.
1979 bis 1982 war Pedro Gamarro inaktiv. 1983 unternahm er einen Comeback-Versuch. Er startete u. a. beim World-Cup in Rom und unterlag dort im Viertelfinale im Mittelgewicht (bis 75 kg Körpergewicht) dem Südkoreaner Shin Joon-sup nach Punkten. Bei den Panamerikanischen Spielen in Caracas belegte er im Mittelgewicht hinter Bernardo Gomez aus Kuba und Alfredo Delgado aus Puerto Rico den 3. Platz.
Danach trat er endgültig zurück und wurde Trainer in seinem Heimatland.
Am 7. Mai 2019 verstarb er an den Folgen jahrelanger Herzprobleme.